# Chiesa della Madeleine
La chiesa di Santa Maria Maddalena, o chiesa della Maddalena (in francese: église Sainte-Marie-Madeleine, detta anche La Madeleine), è un luogo di culto cattolico di Parigi situato nell'area degli Champs-Élysées, nell'VIII arrondissement, nella piazza omonima.
La chiesa, monumento storico di Francia dal 1915, è sede dell'omonima parrocchia appartenente all'arcidiocesi di Parigi, all'interno del cui territorio rientra anche il palazzo dell'Eliseo.
La chiesa si trova nei pressi della stazione della metropolitana di Parigi Madeleine (linee ,  e ), e di quella della RER A Auber.

## Storia

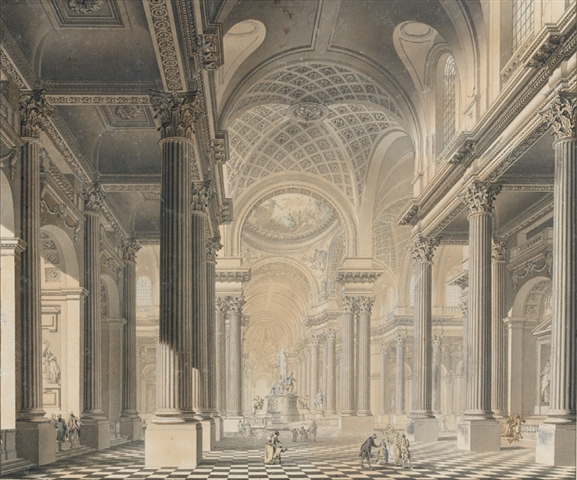
Interno della chiesa secondo il progetto originario di Pierre Contant d'Ivry

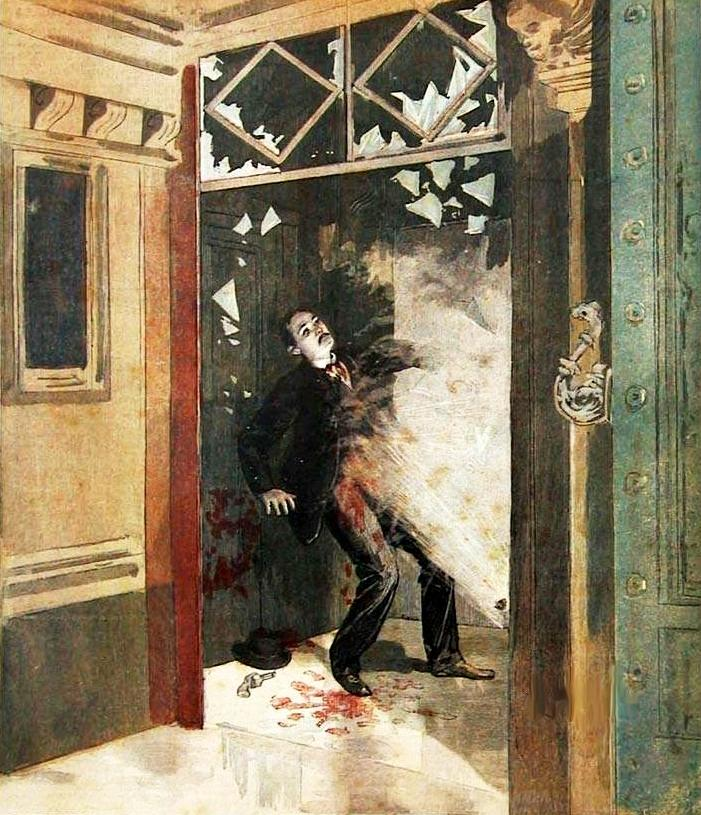
Il fallito attentato del 15 marzo 1894 in un'illustrazione de Le Petit Journal

L'attuale chiesa della Maddalena sorge ai margini dell'antico agglomerato urbano chiamato Ville l'Évêque, originariamente fuori dalla città di Parigi e ad essa annesso solo nel 1722. Esso comprendeva anche una chiesa dedicata a santa Maria Maddalena, attestata fin dal XII secolo e ricostruita nel 1492, quando per volontà di re Carlo VIII divenne sede della confraternita omonima, legata alla corona di Francia. La chiesa, divenuta sede di parrocchia nel 1639, risultò insufficiente in seguito allo sviluppo del vicino faubourg Saint-Honoré avvenuto agli inizi del XVII secolo; fu deciso di edificarne una più ampia, la cui prima pietra venne posata l'8 luglio 1659 da Anna Maria Luisa d'Orléans, che sorse dove oggi si intersecano boulevard Malesherbes, rue Pasquier e rue de la Ville-l'Évêque.
Nel 1757 venne commissionato a Pierre Contant d'Ivry il progetto di una nuova e più grande chiesa in sostituzione di quella seicentesca , divenuta a sua volta troppo piccola a fronte della crescente popolazione; egli, ispirandosi alla tardobarocca cappella reale dell'Hôtel des Invalides, opera di Jules Hardouin Mansart, ideò una grande edificio a croce latina con alta cupola,in uno stile non lontano da quello del contemporaneo Panthéon di Jacques Germain Soufflot e Jean-Baptiste Rondelet, e della cattedrale di Arras dello stesso Contant d'Ivry; come sito per la costruzione, venne individuata un'area leggermente a sud-est rispetto alla chiesa esistente, nei pressi del monastero benedettino femminile di Notre-Dame-de-Grâce che verrà demolito nel 1790. La prima pietra venne posata il 3 aprile 1764 alla presenza di Luigi XV di Francia e dell'arcivescovo di Parigi Christophe de Beaumont.
Nel 1777, alla morte di Contant d'Ivry, i lavori erano giunti al basamento; Étienne-Louis Boullée propose un grandioso progetto di completamento in stile neoclassico, tuttavia l'incarico venne affidato a Guillaume-Martin Couture, allievo dell'architetto defunto, il quale modificò profondamente i disegni originari ispirandosi alla chiesa di Soufflot e Rondelet, tra le altre cose introducendo un peristilio attorno al piedicroce. La costruzione venne interrotta dallo scoppio della Rivoluzione francese nel 1789, quando le colonne avevano raggiunto circa due terzi della loro altezza.
Nel periodo rivoluzionario venne avanzata la proposta di riconversione dell'edificio con finalità civili, destinato ad accogliere dapprima l'Assemblea nazionale legislativa, poi a divenire un salone per le feste su progetto di Jean Chalgrin o la sede della biblioteca nazionale su impulso di Alphonse de Gisors. Nel 1802 François-Antoine Davy de Chavigné propose di completare l'edificio per trasformarlo in "Tempio della Concordia" (in francese: Tempre de la Concorde), ovvero un luogo di culto cattolico che commemorasse la pacificazione europea in seguito al trattato di Amiens del 25 marzo di quello stesso anno, e la rappacificazione con la Chiesa cattolica frutto del Concordato del 1801. In occasione della venuta a Parigi di papa Pio VII per incoronare Napoleone Bonaparte imperatore dei francesi il 2 dicembre 1804, Pierre-Alexandre Vignon presentò un progetto per mantenere la chiesa tale e dedicarla a san Pio V; Napoleone, però, avrebbe voluto edificare nel medesimo luogo un ampio complesso nel quale riunire la sede centrale della Banca di Francia, la Borsa e il tribunale di commercio affidando i lavori a Pierre-François-Léonard Fontaine, suo architetto di fiducia, il quale però gli suggerì di spostare il polo finanziario in un'area più centrale della città e di realizzare al suo posto un teatro d'opera. In quegli stessi anni, in seguito alla demolizione della chiesa seicentesca della Maddalena avvenuta nel 1801, la parrocchia si era spostata nella chiesa di Notre Dame de l'Assomption, in rue Saint-Honoré.
Il 2 dicembre 1806, primo anniversario della vittoria di Austerlitz, l'imperatore decretò di convertire l'erigenda chiesa in "Tempio della gloria della Grande Armata" (in francese: Temple de la Gloire de la Grande Armée) e indisse un concorso con giuria presieduta da Jean-François Heurtier che selezionò i progetti di Étienne de Beaumont, Antoine-Laurent-Thomas Vaudoyer e Pierre-Alexandre Vignon; l'imperatore, ritenendo i primi due troppo legati all'architettura ecclesiastica, scelse quello di Vignon che invece meglio rispondeva alla sua idea di tempio. I lavori iniziarono nel 1808 con la demolizione di quanto in precedenza costruito, e procedettero con difficoltà a causa della diretta supervisione dell'imperatore, il quale in più occasioni ipotizzò di spostare il tempio sulla collina di Montmartre, e di problemi finanziari per ovviare ai quali Napoleone propose un'autotassazione ai membri del Corpo legislativo. In seguito alle sconfitte francesi nella guerra d'indipendenza spagnola e nella campagna di Russia, già nel 1813 Napoleone aveva espresso la volontà di riconvertire il tempio in luogo di culto cattolico purché fosse completato e fruito; il cambiamento di destinazione venne sancito da Luigi XVIII con ordinanza del 14 febbraio 1816. La chiesa sarebbe stata intitolata a santa Maria Maddalena e avrebbe accolto i monumenti espiatori di Luigi XVI, Maria Antonietta, Luigi XVII, Madame Élisabeth e Luigi Antonio di Borbone-Condé. In seguito all'edificazione della non lontana Chapelle expiatoire tra il 1815 e il 1826, la chiesa della Maddalena perse la sua funzione commemorativa dei Borbone ghigliottinati in Place de la Concorde. Nel 1828 morì Vignon, al quale subentrò il suo collaboratore Jacques-Marie Huvé. L'edificio, portato a termine nel 1842, venne aperto al culto il 24 marzo di quello stesso anno, mentre fu dedicato dall'arcivescovo di Parigi Denis-Auguste Affre il 9 ottobre 1845. Sino alla fine del XIX secolo proseguirono i lavori per la realizzazione della decorazione interna.
La chiesa fu oggetto di un fallito attentato il 15 marzo 1894 da parte dell'anarchico belga Amédeé Pauwels, il quale avrebbe preso di mira la Maddalena in quanto luogo di molti matrimoni borghesi. L'attentatore stesso morì nello scoppio della bomba che recava con sé, mentre tentava di introdurla nell'edificio, e il suo corpo venne ritrovato smembrato nel pronao; gli unici danni registrati alla struttura furono i vetri andati in frantumi per la detonazione.
Fin dalla sua apertura, la chiesa è stata utilizzata per i funerali di importanti personalità. Il 30 ottobre 1849 ebbero luogo quelli imponenti di Fryderyk Chopin, che aveva chiesto per tale occasione l'esecuzione della Messa di Requiem in Re minore K 626 di Wolfgang Amadeus Mozart, per la quale fu necessario introdurre nel coro della chiesa per la prima volta cantanti donne, cosa resa possibile grazie ad una dispensa dell'arcivescovo di Parigi. Fra gli altri funerali figurano quelli di musicisti e artisti quali Camille Saint-Saëns (24 dicembre 1921), Gabriel Fauré (8 novembre 1924), Joséphine Baker (11 aprile 1975), Dalida (8 maggio 1987), Charles Trenet (19 febbraio 2001) e Johnny Hallyday (9 dicembre 2017).
A partire dal 2000 è iniziato un complessivo intervento di restauro dell'intero edificio, resosi necessario per l'avanzato stato di degrado della struttura e delle decorazioni.
Nel 2018, in alcuni locali sottostanti la chiesa è stato aperto da Massimo Bottura il ristorante "Refettorio", con l'intento di offrire a prezzi bassi pasti gourmet per le persone indigenti; gli ambienti sono stati arredati con installazioni degli artisti contemporanei JR e Prune Nourry.

## Descrizione

### Architettura
La chiesa della Maddalena è opera di Pierre-Alexandre Vignon (al quale si devono l'esterno e l'impianto generale) e Jacques-Marie Huvé (autore dell'interno). In stile neoclassico, ha la forma di un tempio greco diptero pseudodiptero octastilo ed è ispirato, esternamente, al tempio di Zeus Olimpio di Atene (515 a.C.-129 d.C.) e alla Maison Carrée di Nîmes (19-16 a.C.); a sua volta, la facciata principale del palazzo Borbone, situato dirimpetto alla chiesa al di là del pont de la Concorde lungo l'asse della rue Royale, venne rifatta da Bernard Poyet tra il 1806 e il 1810 en pendant con quella della Maddalena. L'interno della chiesa, invece, riprende l'architettura del frigidarium delle terme di Caracalla e la policromia del Pantheon di Roma; esso è caratterizzato da un ricco apparato decorativo costituito da monumentali elementi architettonici, pregiate varietà di marmi francesi, dorature ed estese superfici dipinte.
Le principali misure della chiesa sono le seguenti:
| Parametro                            | Misura  |
| ------------------------------------ | ------- |
| Lunghezza esterna                    | 180 m   |
| Lunghezza interna                    | 79,30 m |
| Larghezza esterna                    | 43 m    |
| Larghezza interna                    | 21,40 m |
| Altezza dello stilobate              | 4 m     |
| Altezza delle colonne del peristilio | 20 m    |
| Altezza del portale                  | 10,38 m |
| Altezza delle cupole                 | 30,30 m |
| Peso del portale bronzeo             | 3125 kg |

### Esterno
La chiesa, orientata lungo l'asse nord-sud ed impostata su un alto stilobate, presenta due facciate gemelle precedute da un'ampia scalinata. Mentre il timpano del prospetto posteriore è vuoto, quello della facciata principale, rivolta verso meridione, è ornato da un elaborato frontone scolpito, opera di Philippe Joseph Henri Lemaire, raffigurante il Giudizio universale (1830-1833): al centro vi è Gesù Cristo giudice, ai piedi del quale Maria Maddalena, inginocchiata, intercede per i dannati. Sotto il pronao, in posizione centrale, si apre il grande portale d'accesso alla chiesa, con battenti bronzei finemente scolpiti da Henri de Triqueti (1834-1838) e raffiguranti varie scene bibliche, ciascuna collegata ad uno dei dieci comandamenti.
Le pareti esterne della cella presentano un paramento in bugnato liscio rettangolare; lungo di esse si aprono trentadue nicchie rettangolari (alcune delle quali celano delle finestre) volute da Jacques-Marie Huvé per accogliere altrettante statue di santi. Esse sono ordinate secondo un programma iconografico ben preciso: sulla facciata posteriore vi sono i quattro evangelisti, rispettivamente da sinistra San Luca di Jules Ramey (decapitata da una granata nel 1918), San Giovanni di Joseph Coupon, San Matteo di Louis Desprez e San Marco di Henri Lemaire; sugli altri lati, santi legati alla famiglia Borbone-Orléans, all'evangelizzazione della Francia e alla pietà popolare, in particolare sulla facciata anteriore San Luigi IX (a sinistra) e San Filippo apostolo (a destra) di Charles-François Nanteuil-Leboeuf; sul lato destro (a partire da sud) San Gabriele Arcangelo di François Duret, San Bernardo di Honoré Jean Aristide Husson, Santa Teresa d'Avila di Jean-Jacques Feuchère, Sant'Ilario di Victor Huguenin, Santa Cecilia di Augustin Dumont, Sant'Ireneo di Pierre Gourdel, Sant'Adelaide di François Joseph Bosio, San Francesco di Sales di Dominique Molknecht, Sant'Elena di Michel-Louis Mercier, San Martino di Tours di François-Alfred Grevenich, Sant'Agata di Antoine Laurent Dantan, San Gregorio di Tours di Victor Thérasse, Sant'Agnese di Jean Duseigneur, San Raffaele arcangelo di Dantan; sul lato sinistro (a partire da nord) l'Angelo custode di Théophile Bra, Santa Margherita di Scozia di François Augustin Canois, San Giovani Crisostomo di Jean-François-Théodore Gechter, Santa Genoveffa di Jean Baptiste Joseph De Bay senior, San Gregorio di Valois di Hippolyte Maindron, Santa Giovanna di Valois di Anatole Guillot, San Girolamo di François Lanno, Santa Cristina di Jacques François Walcher, San Ferdinando di Jean-Louis Jaley, Santa Elisabetta di Louis-Denis Caillouette, San Carlo Borromeo di François Jouffroy, Sant'Anna di Antoine Desboeufs, San Dionigi di Jean Debay junior e San Michele arcangelo di Nicolas Raggi.

### Interno

#### Aula

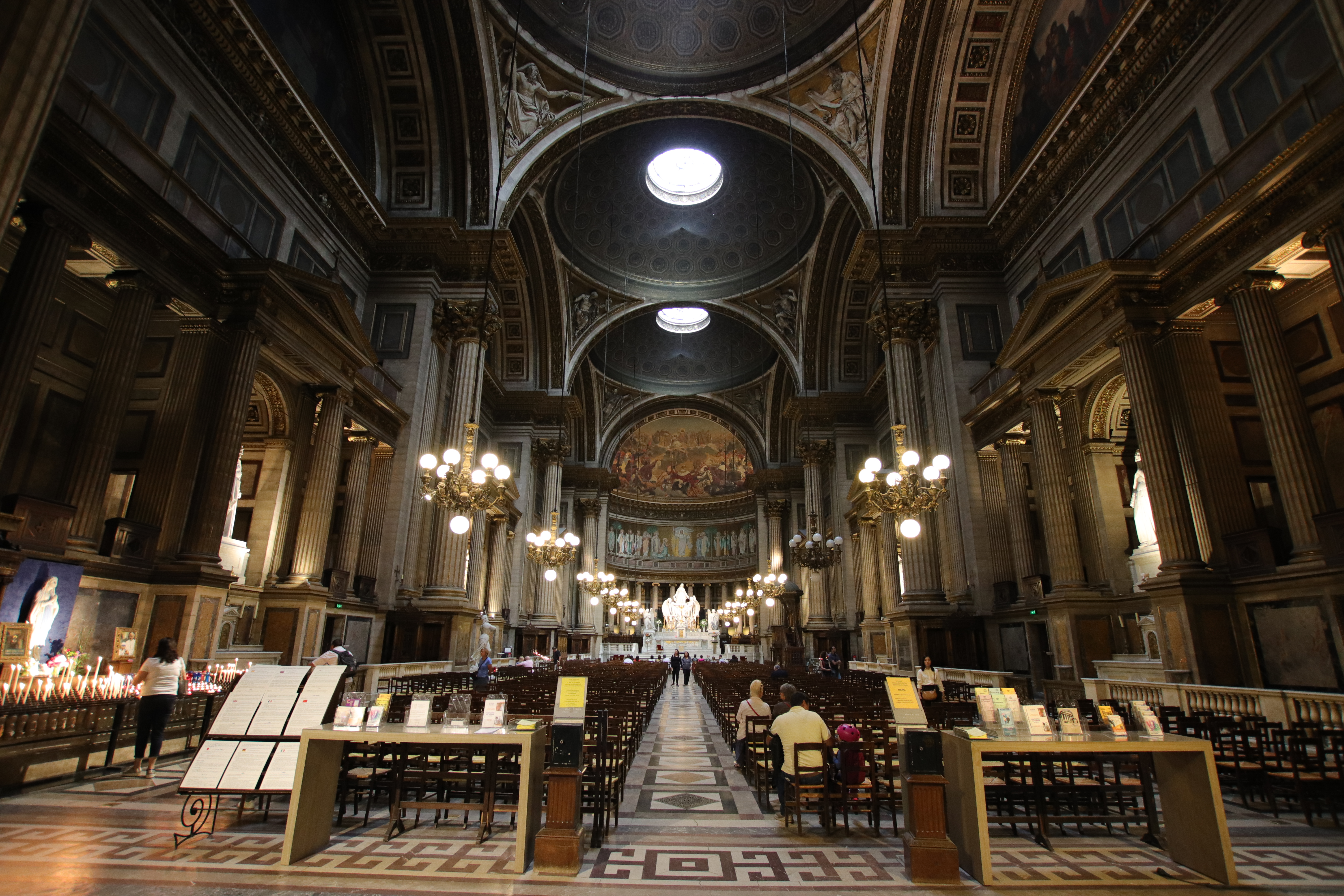
Interno

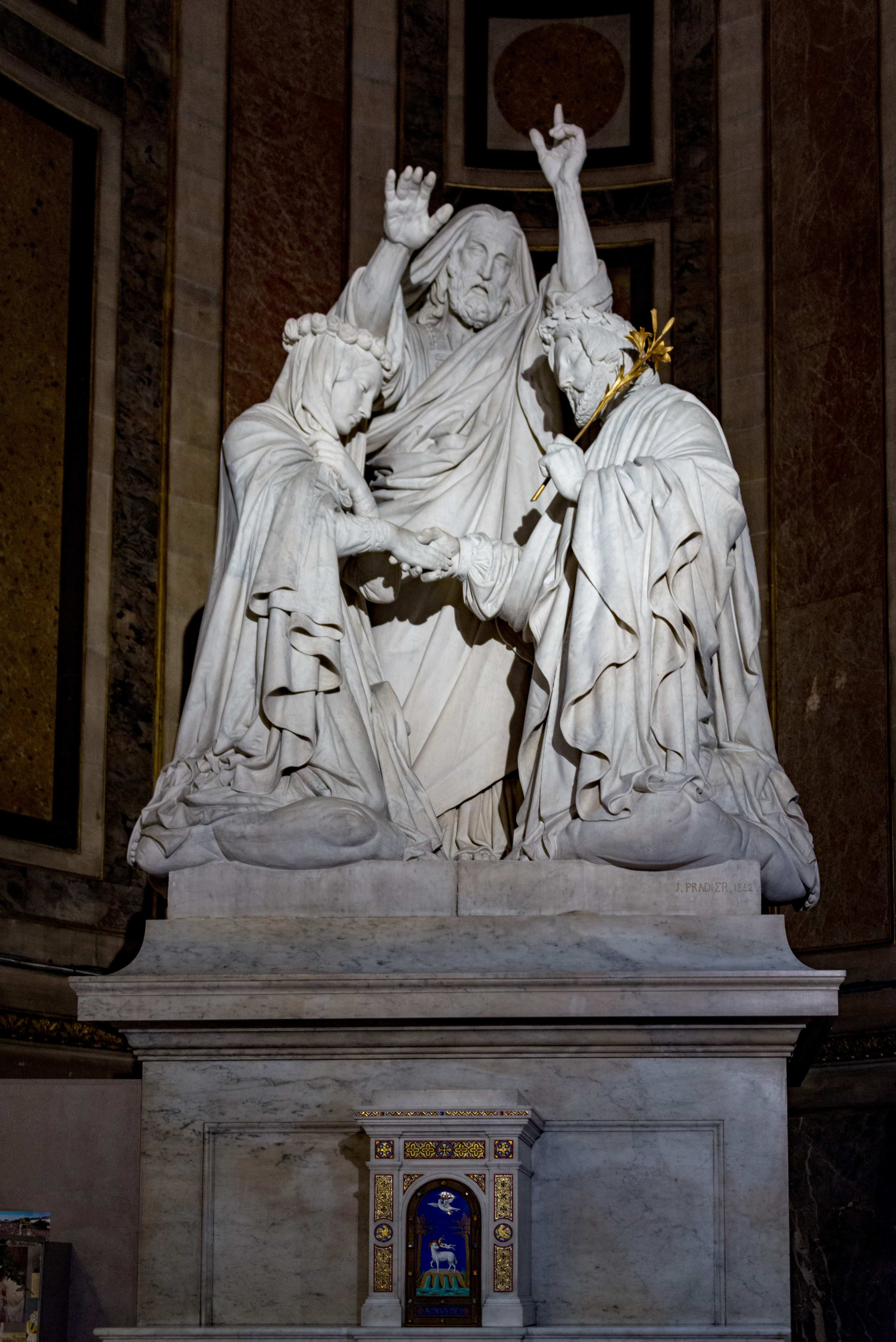
James Pradier, Nozze della Vergine (1840)

La struttura interna della chiesa si discosta notevolmente da quella delle celle dei templi antichi: l'aula, infatti, è costituita da un'unica, ampia navata in tre campate, ciascuna delle quali è coperta con cupola e ha lungo le due pareti laterali uno stretto matroneo sorretto da colonne ioniche al centro del quale, entro un'edicola con nicchia.
Le tre cupole, non visibili dall'esterno, sono prive di tamburo e lanterna, quest'ultima sostituita da un ampio lucernario circolare che costituisce l'unica fonte di luce naturale. La calotta è ornata con cassettoni ottagonali, mentre i pennacchi recano bassorilievi in pietra su fondo oro, raffiguranti rispettivamente alla base della prima cupola San Simone, San Paolo, San Giuda Taddeo, San Mattia (iniziati da Jean-Baptiste Roman e portati a termine da François Rude); della seconda San Filippo, San Bartolomeo, San Tommaso, San Matteo (di Denis Foyatier); della terza San Pietro, San Giovanni evangelista, San Giacomo maggiore, Sant'Andrea di James Pradier.
La navata è preceduta da una campata rettangolare coperta con volta a botte cassettonata con le Virtù teologali a bassorilievo, ai lati della quale si aprono due cappelle semicircolari, chiuse da balaustre marmoree: quella di destra è dedicata a san Giuseppe e ospita, sull'altare, il gruppo scultoreo delle Nozze della Vergine di Pradier (1840), mentre quella di sinistra è il battistero ed accoglie il Battesimo di Cristo di Rude (1843, ispirato a quello realizzato da Andrea Sansovino nel 1502 per il battistero di Firenze) e il fonte battesimale (disegnato da Huvé) con i bassorilievi di Gesù adolescente tra i dottori e Sinite parvulos e, sul coperchio bronzeo, gli Evangelisti. Le due acquasantiere, ciascuna sormontata da un Angelo, sono di Antonin Moine.
I sei altari laterali sono rispettivamente dedicati a san Vincenzo de' Paoli (primo a sinistra, con statua realizzata da Moine), alla Madonna (secondo a sinistra, con statua della Madonna col Bambino di Charles-Émile-Marie Seurre che propone le tematiche dell'Immacolata Concezione della Vergine e dell'idoloclastia), a sant'Agostino d'Ippona (terzo a sinistra, con statua di Antoine Etex), a santa Clotilde (terzo a destra, con statua di Antoine-Louis Barye), a Gesù Salvatore (secondo a destra, con statua del Cristo risorto di Francisque Joseph Duret) e a sant'Amelia (primo a destra, con statua di Théophile-François Bra). Fra la prima e la seconda campata, a sinistra, vi è la statua in marmo bianco di Giovanna d'Arco del 1909 (copia da François-Raoul Larche), mentre sul basamento della colonna dirimpetto vi è una lapide che commemora Jean-Gaspard Deguerry, parroco della Maddalena dal 1849 al 1871, anno in cui venne ucciso durante la Comune di Parigi. Fra la seconda e la terza campata della navata, a pavimento sulla destra, trova luogo il monumentale pulpito ligneo, opera dello scultore Tuevenbourg, al quale si accede tramite una doppia scalinata, con piattaforma ottagonale coperta da baldacchino.
La parte superiore delle pareti laterali della navata sono decorate con sei grandi dipinti a lunetta; il ciclo pittorico, con scene della vita della santa titolare era stato inizialmente affidato alla fine del 1833 a Hippolyte Delaroche da Adolphe Thiers, ministro dell'interno, e avrebbe dovuto includere anche il grande affresco del catino absidale con la Gloria di santa Maria Maddalena; il celebre pittore trascorse due anni in Italia (dapprima presso l'abbazia di Vallombrosa, poi a Roma) per la realizzazione dei bozzetti, ma rifiutò l'incarico quando nel 1836 gli fu comunicato che il dipinto dell'abside era stato affidato a Jules-Claude Ziegler. Le sei lunette furono dunque realizzate da altrettanti artisti: la prima a destra raffigura la Conversione della Maddalena ed è di Victor Schnetz; la prima a sinistra l'Unzione di Betania ed è di Auguste Couder; la seconda a destra la Maddalena sul Calvario ed è di François Bouchot; la seconda a sinistra la Maddalena al Sepolcro ed è di Léon Cogniet; la terza a destra la Maddalena in preghiera visitata dagli angeli ed è di Abel de Pujol; la terza a sinistra la Morte della Maddalena ed è di Émile Signol.

#### Abside

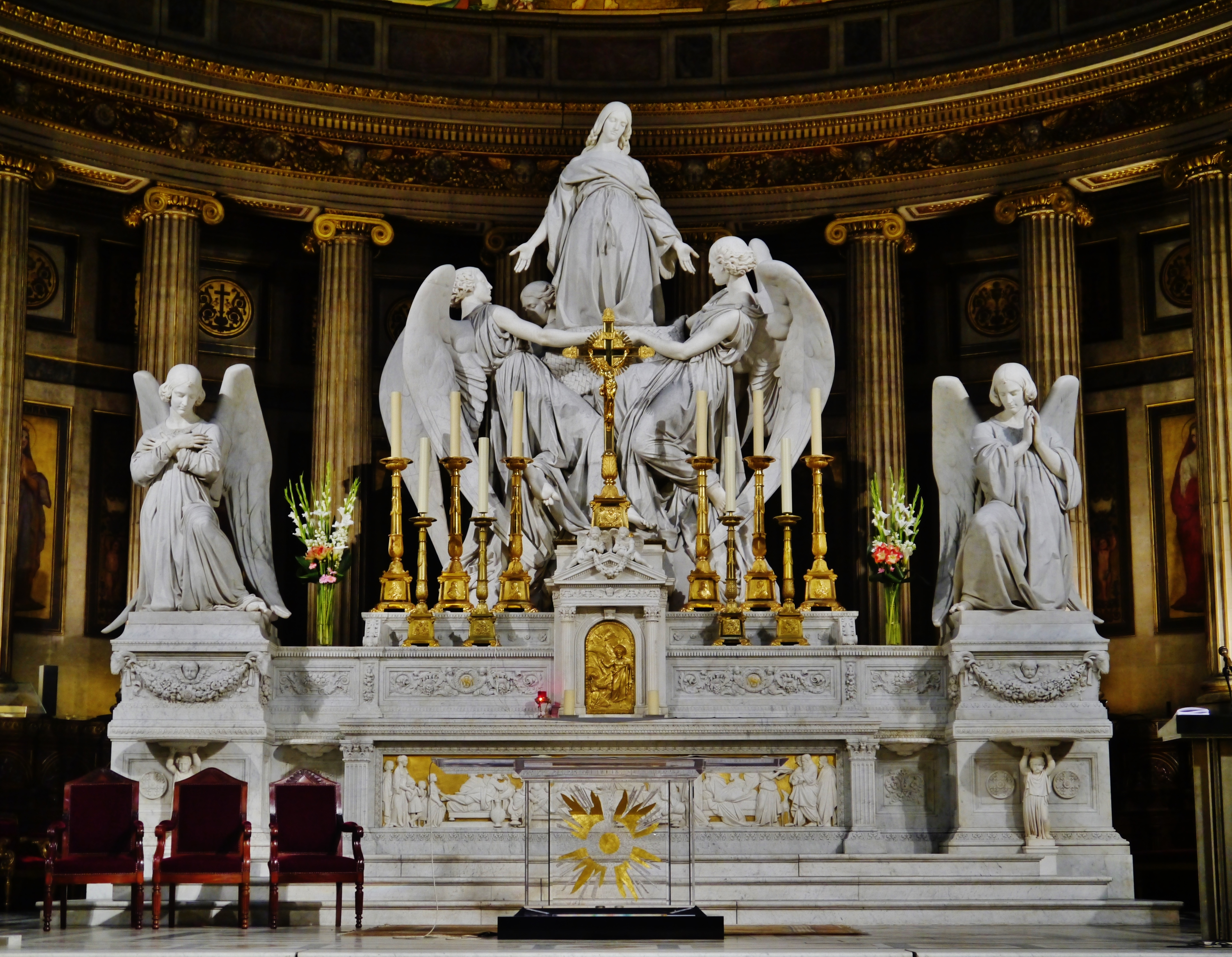
Altare maggiore

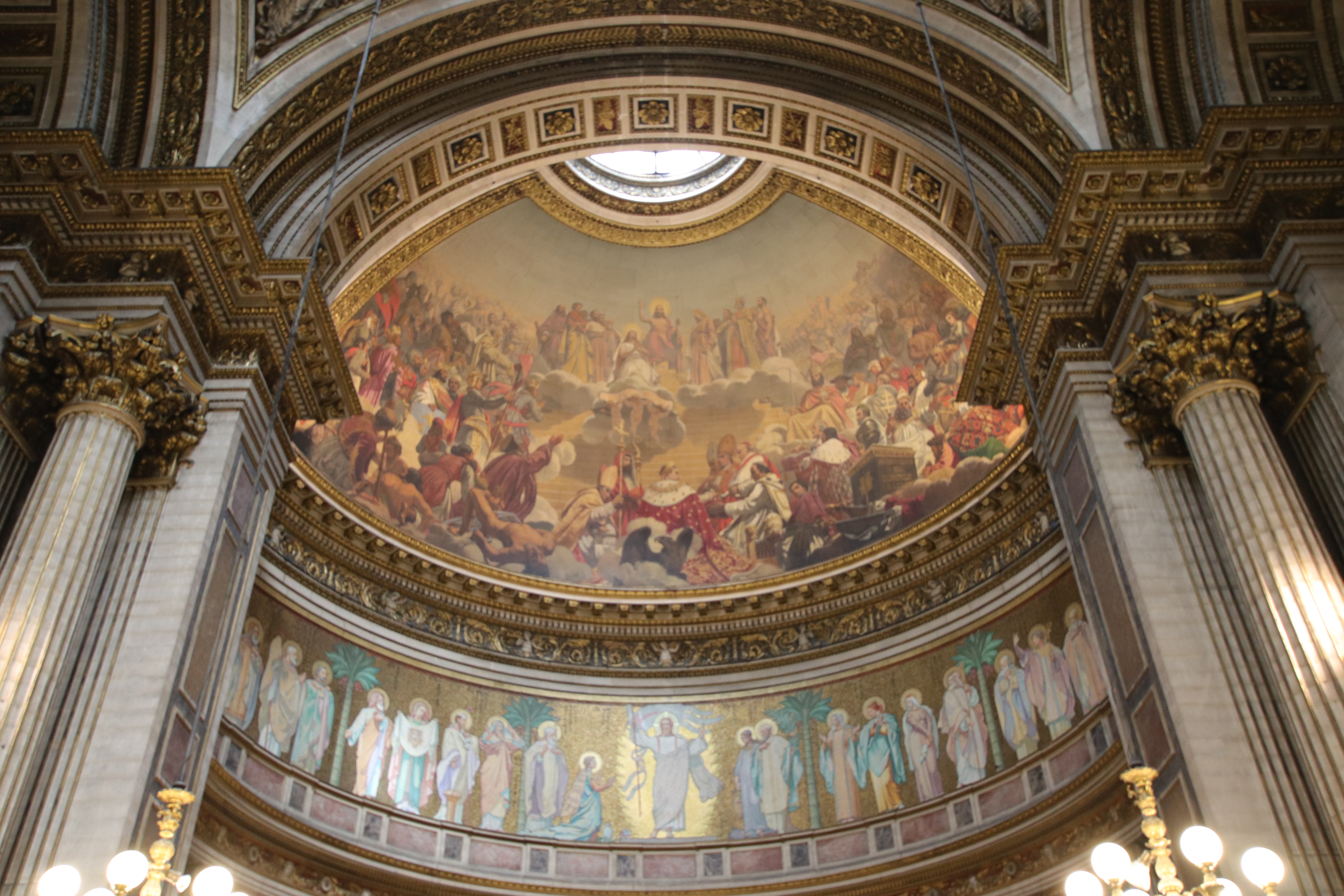
Mosaico e affresco dell'abside

La navata termina con l'abside semicircolare, la quale è interamente occupata dal presbiterio; quest'ultimo è notevolmente sopraelevato rispetto al resto della chiesa e cinto da una balaustra marmorea, e vi si accede tramite un'ampia scalinata sul lato anteriore chiusa da una cancellata in bronzo dorato del 1843-1845. A ridosso delle grandi colonne che sostengono l'arco absidale, entro reliquiari realizzati nel 1846 da François-Désiré Froment-Meurice in bronzo dorato e argentato e smalti policromi, vi sono le reliquie di santa Maria Maddalena (a destra, fatte estrarre nel 1781 da Luigi XVI dai resti mortali conservati presso la basilica di Saint-Maximin-la-Sainte-Baume) e di san Vincenzo de' Paoli (a destra).
Al centro vi è l'altare maggiore, interamente realizzato in marmo bianco con dorature da Carlo Marochetti tra il 1834 e il 1846. Il paliotto raffigura l'Ultima cena, mentre al di sopra della mensa si trovano il tabernacolo in forma di tempietto corinzio (sullo sportello, Noli me tangere) ed un alto zoccolo con ghirlande, motivi vegetali e teste di cherubini; ai lati della stessa, poi, due coppie di mensole delle quali le più esterne sorrette da putti stanti. Il grande gruppo scultoreo centrale raffigura l'Estasi della Maddalena, con la santa in ginocchio su una sorta di cesto di vimini capovolto, sollevato da tre angeli; alle estremità dell'altare, altri due angeli in preghiera.
Alle spalle dell'altare e degli stalli lignei del coro, la parete curva dell'abside presenta un deambulatorio sopraelevato costituito da un colonnato ionico all'interno del quale Vincent-Nicolas Raverat dipinse su fondo oro arabeschi e (da destra) San Paolo, Sant'Elena, San Giacomo, due Angeli simmetrici, San Filippo, Sant'Amelia e San Pietro. Più in alto, trova luogo un grande mosaico in stile neo-bizantino, disegnato da Charles-Joseph Lameire nel 1888 ed eseguito da Guilbert Martin cinque anni dopo in luogo dell'originaria decorazione ad intarsio marmoreo: esso raffigura Cristo risorto trionfante tra i santi evangelizzatori della Gallia. Il catino, invece, è interamente decorato con un affresco di Jules-Claude Ziegler in stile nazareno, il cui soggetto è l'Assunzione di Maria Maddalena (1837); il pittore ha voluto rappresentare la scena «come una storia sintetica del cristianesimo, dove vediamo muoversi, sotto un gruppo celeste, falangi di confessori, re, papi». La santa titolare è raffigurata mentre è portata in cielo su di una nube da alcuni angeli ed intercede presso Gesù, il quale è circondato dagli apostoli e dalla Madonna e benedice la Francia; ai lati, vi sono personaggi e santi legati alla storia del cristianesimo francese (ciascuno rivestito degli abiti della propria epoca) e, in basso al centro, papa Pio VII e Napoleone Bonaparte che stipulano il Concordato del 1801.

### Organi a canne

#### Organo maggiore

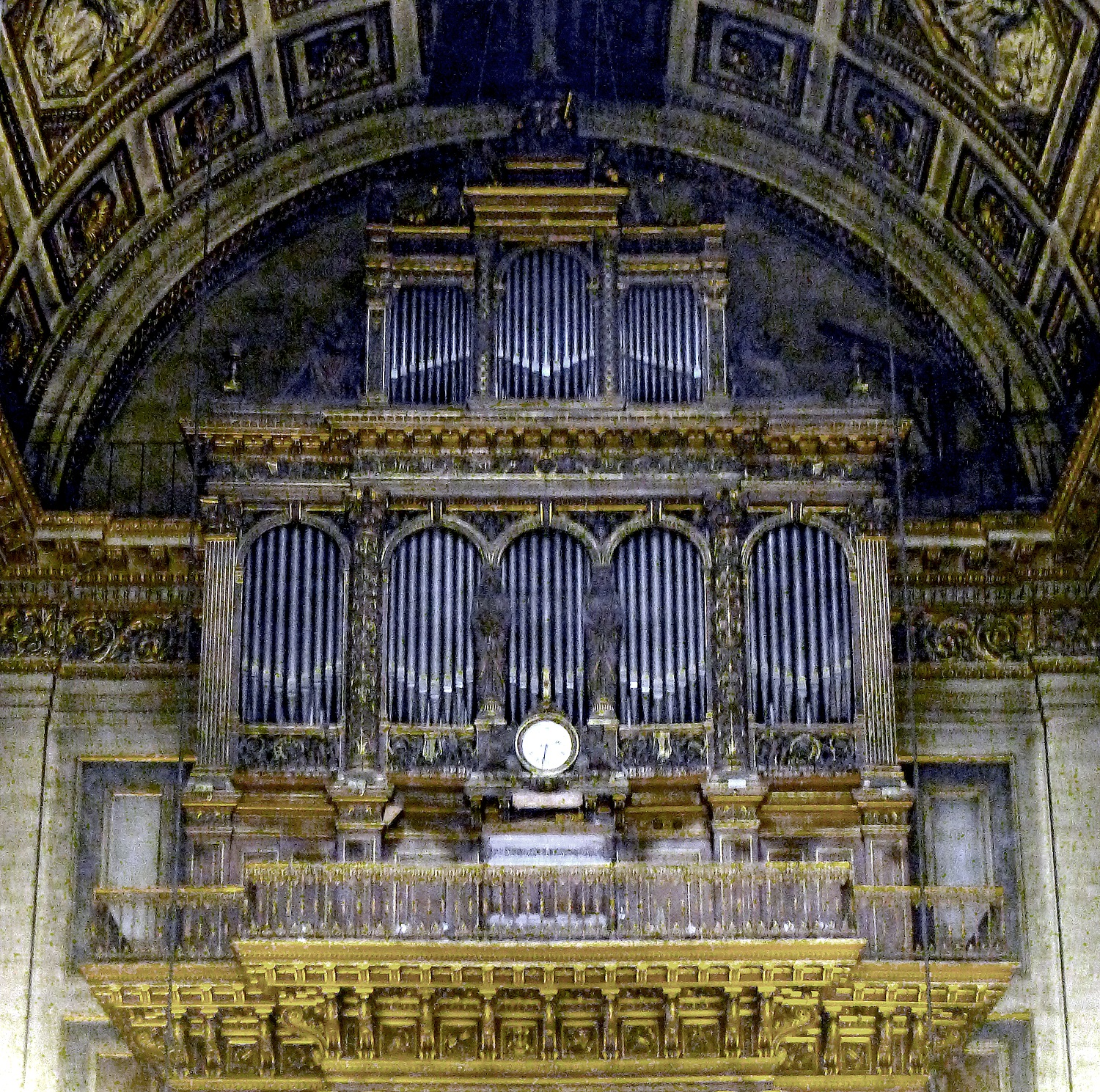
Organo maggiore

Sull'alta cantoria in controfacciata, si trova l'organo a canne Aristide Cavaillé-Coll opus 26, costruito nel 1846 e successivamente più volte restaurato e rimaneggiato: una prima volta nel 1927 da Charles Mutin, poi nel 1957 da Roethinger, nel 1971 da Danion-Gonzalez (che elettrificò la trasmissione) e ampliato nel 1988 da Dergassies.
Lo strumento è a trasmissione mista, pneumatica per i manuali e il pedale ed elettrica per i registri, e conta 58 registri, dieci in più rispetto allo strumento originario, che era caratterizzato da un gran numero di fondi di 16', 8' e 4' e di registri ad ancia, con numero limitato di ripieni. La consolle, situata in cantoria e rivolta verso la navata, dispone di quattro tastiere di 56 note ciascuna e pedaliera di 32 note, con i registri azionati da pomelli ad estrazione posti, come in origine, su più file ai lati dei manuali.
Fra gli importanti musicisti che prestarono servizio come organisti, vi furono Louis James Alfred Lefébure-Wély, Camille Saint-Saëns, Théodore Dubois, Gabriel Fauré e Jeanne Demessieux.

#### Organo del coro
Al centro dell'abside, alle spalle dell'altare maggiore, si trova l'organo a canne Aristide Cavaillé-Coll opus 15, costruito nel 1843 e più volte restaurato e modificato successivamente. Lo strumento, a trasmissione elettrica, ha 20 registri e la sua consolle dispone di due tastiere di 56 note ciascuna ed una pedaliera di 32.

## Galleria d'immagini

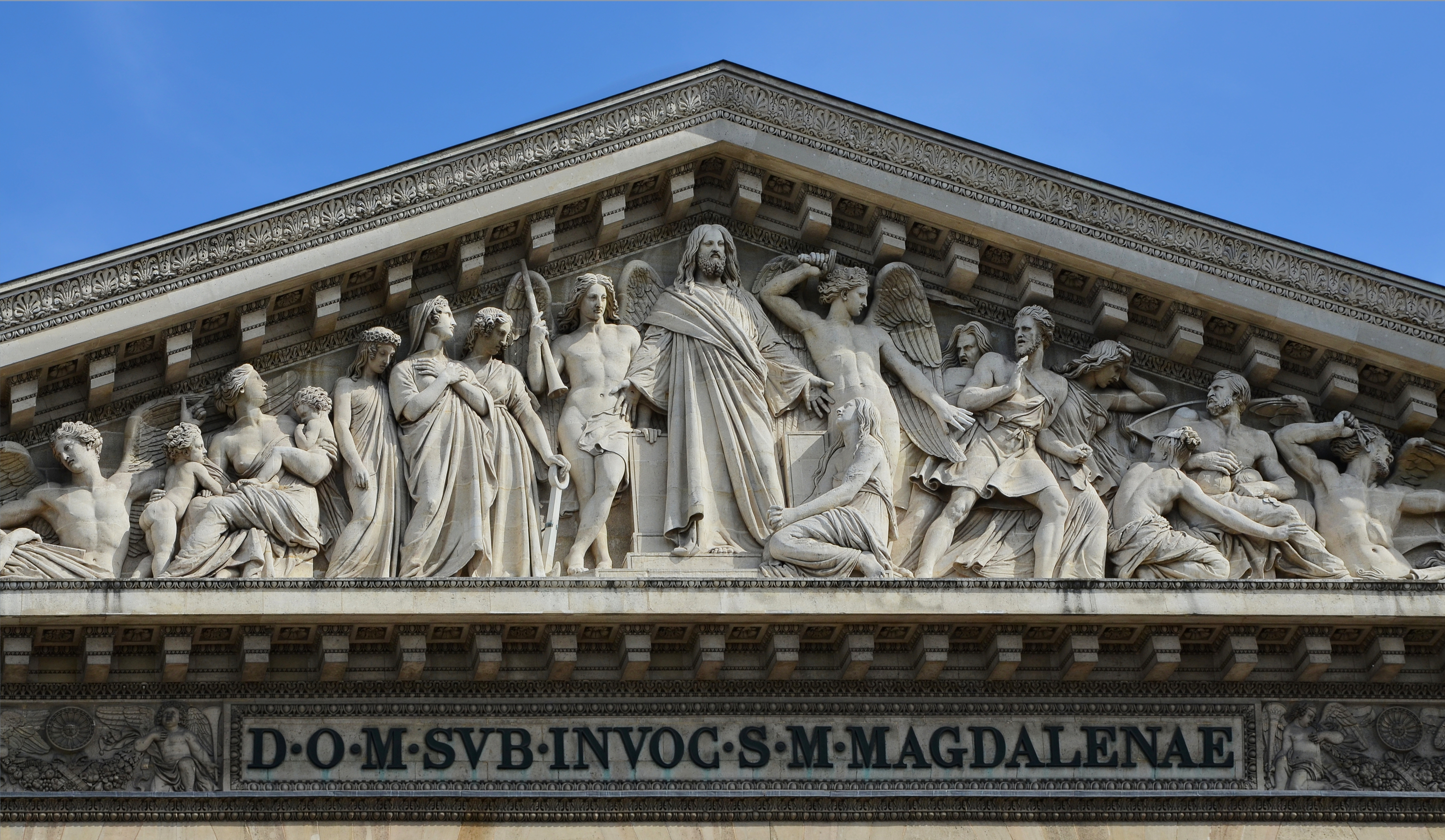
Philippe Joseph Henri Lemaire, Giudizio universale (1830-1833)
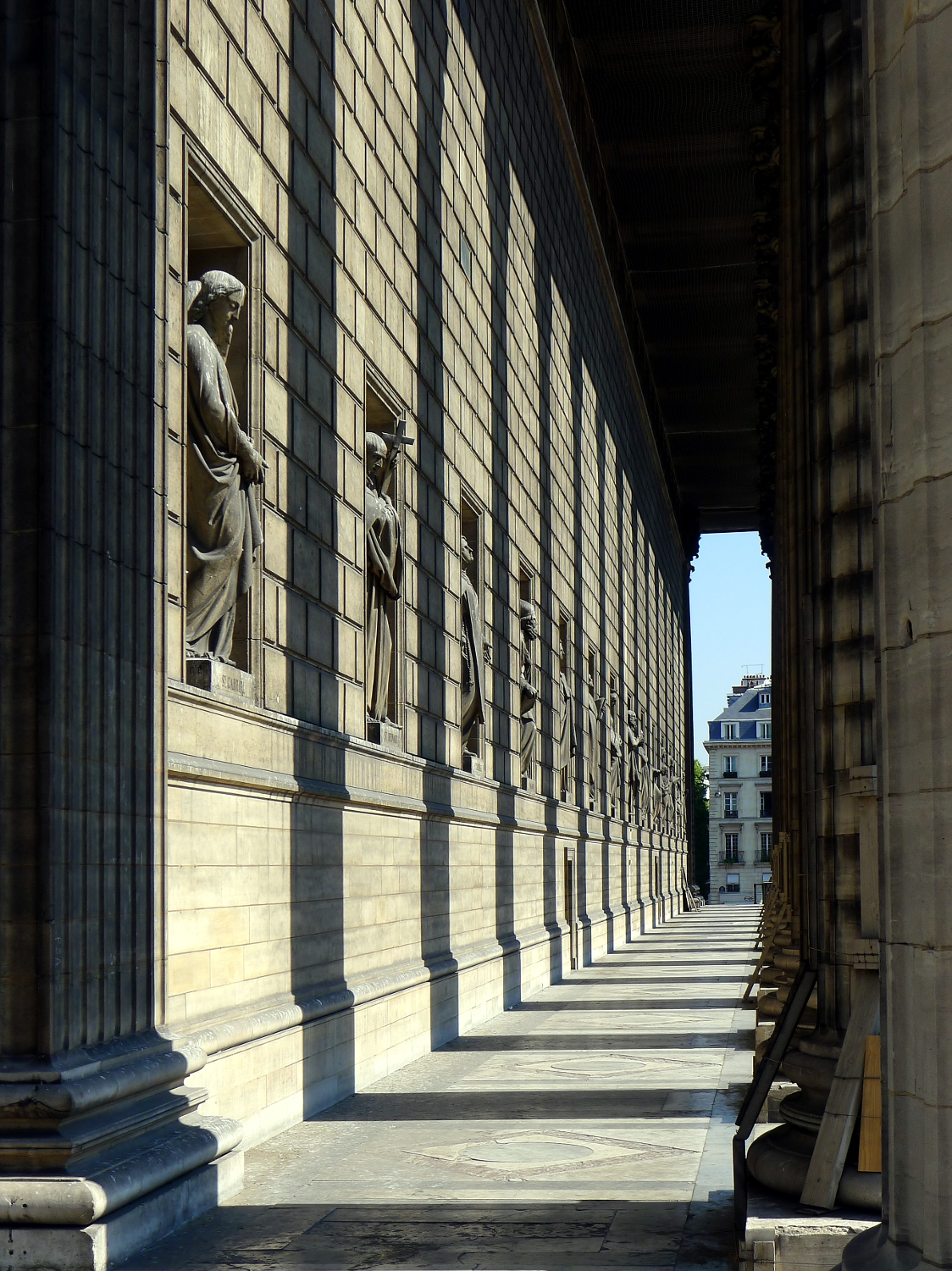
Scorcio del portico orientale
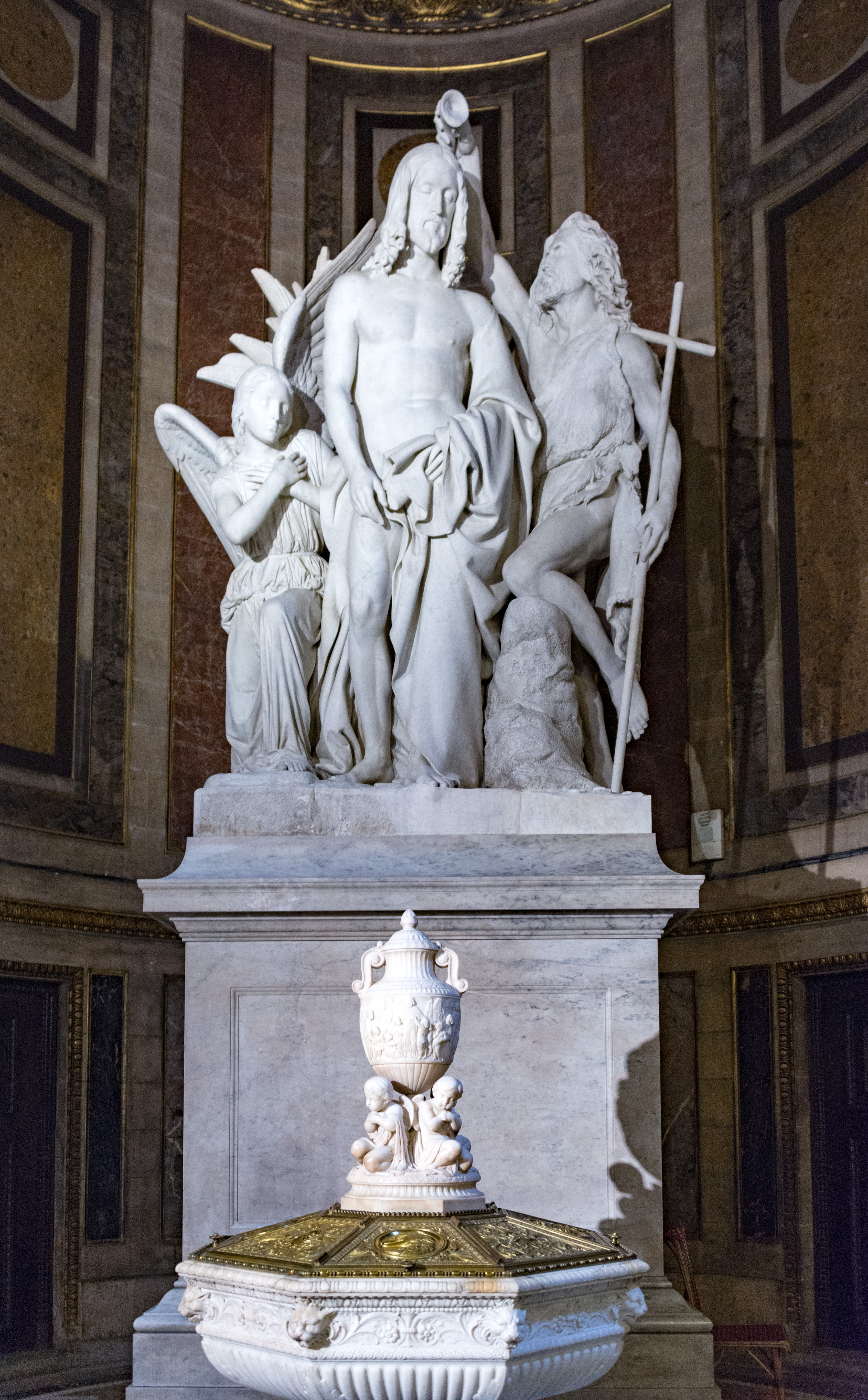
François Rude, Battesimo di Cristo (1843)
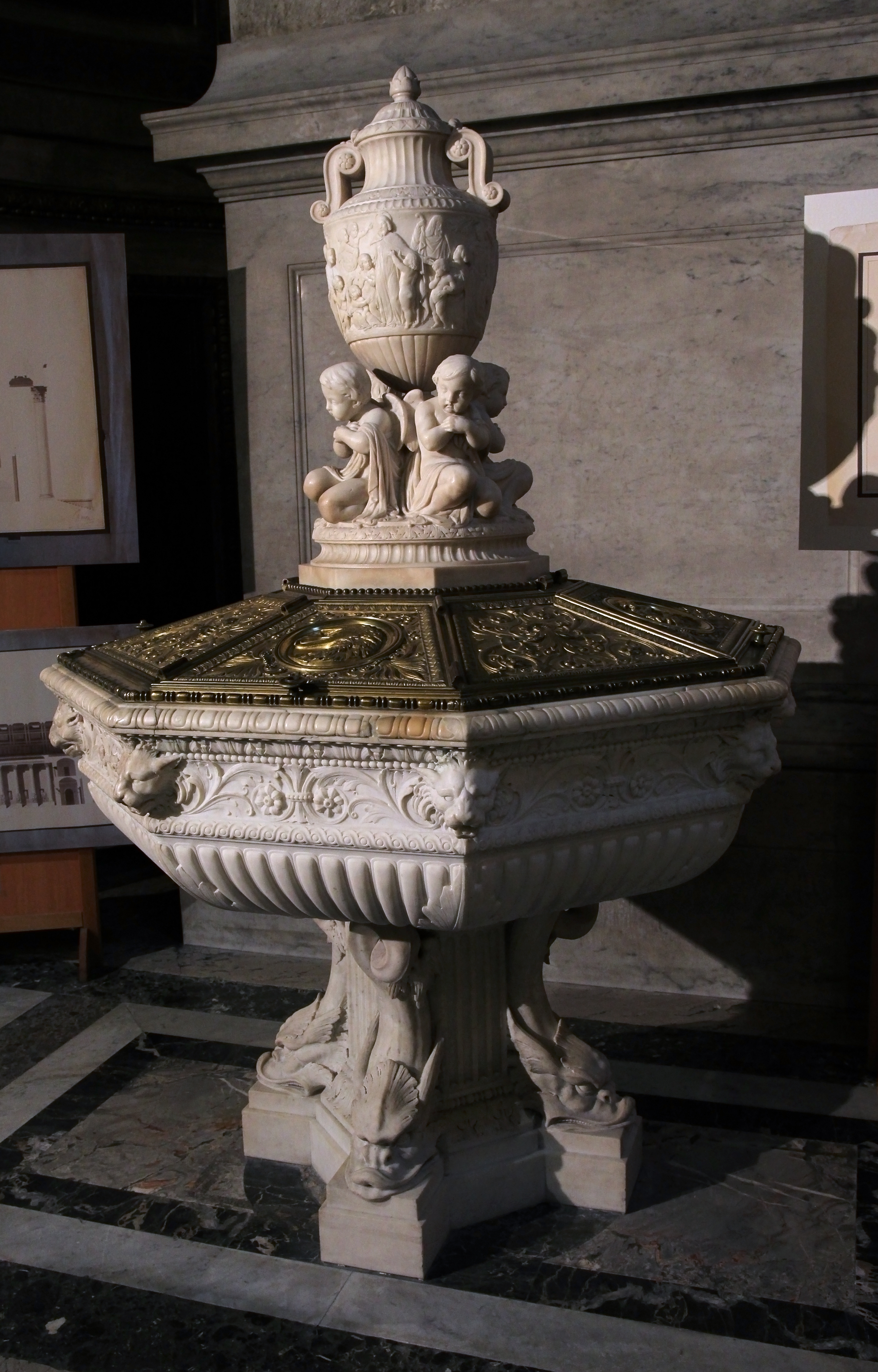
Fonte battesimale
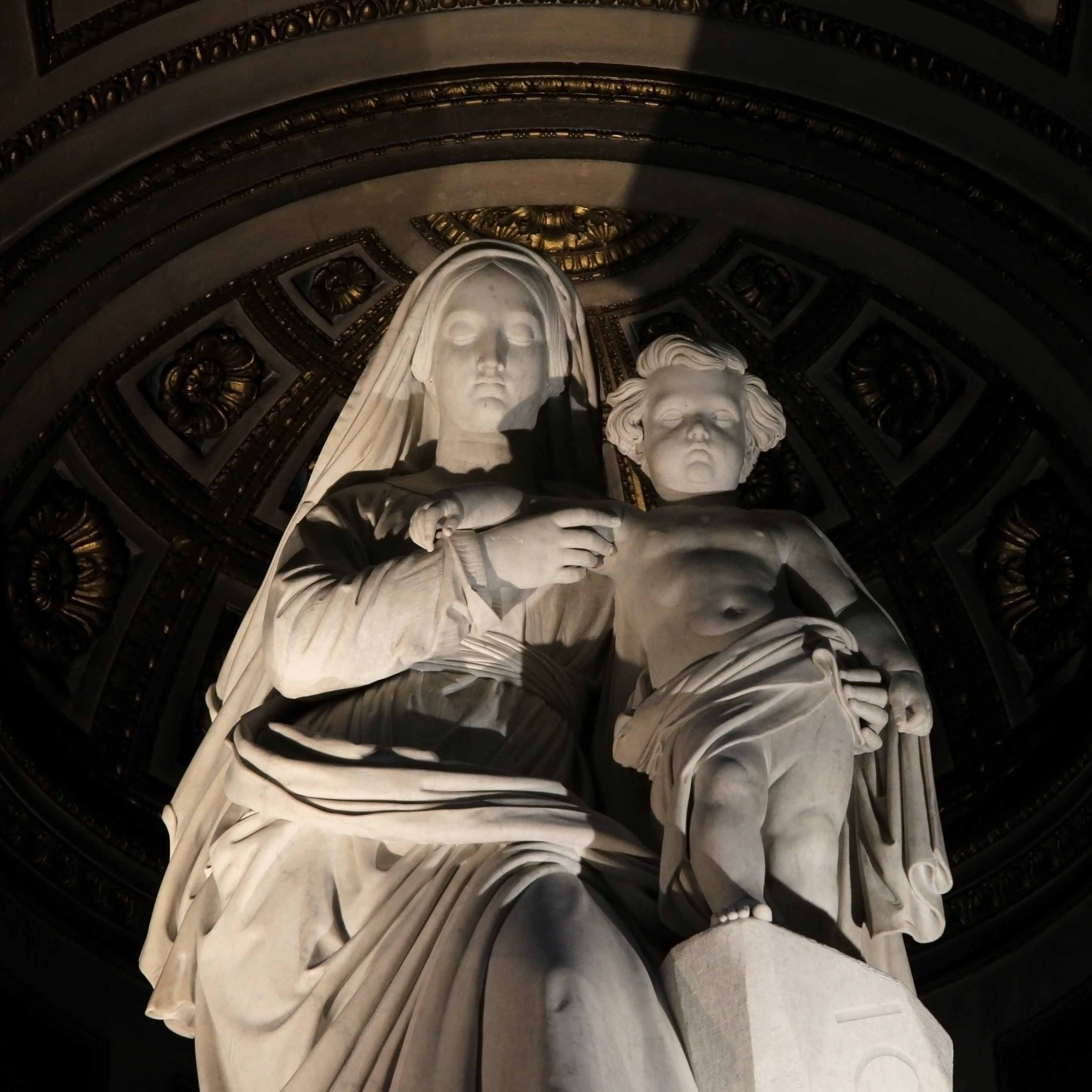
Charles-Émile-Marie Seurre, Madonna col Bambino (particolare)
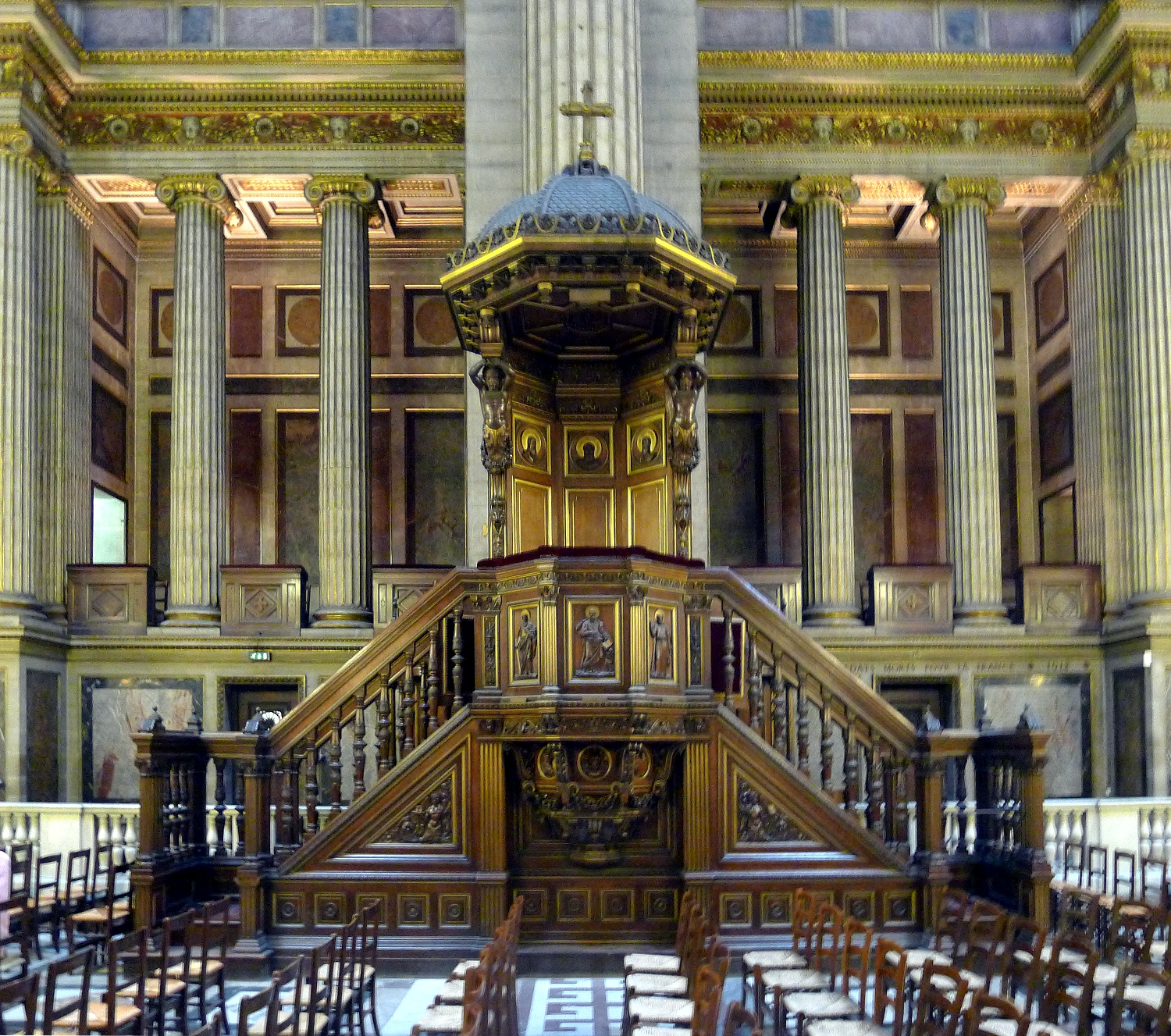
Pulpito
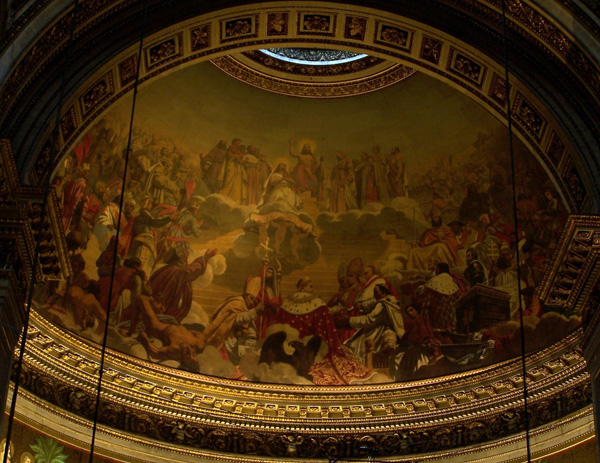
Jules-Claude Ziegler, Assunzione di Maria Maddalena (1837)